# ボクシング

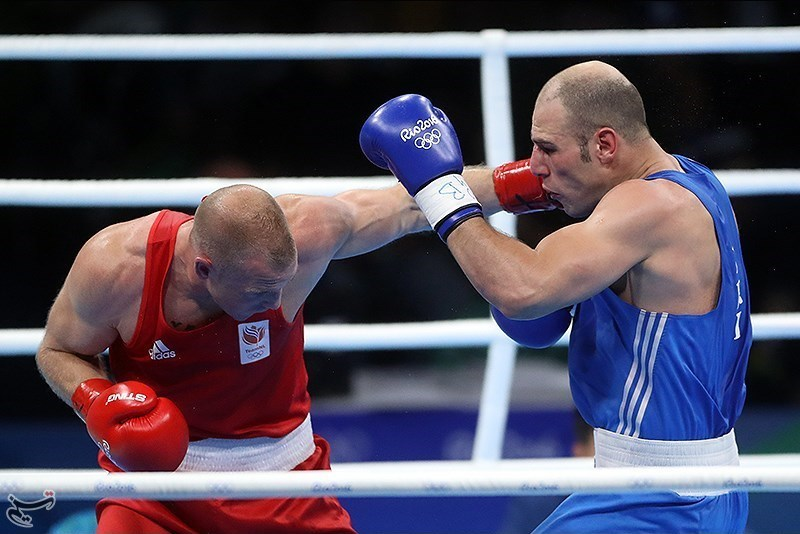
2016年リオデジャネイロオリンピックにおけるアマチュアボクシングの試合

ボクシング（英: boxing）は、拳にグローブを着用しパンチのみを使い、相手の上半身前面と側面のみを攻撃対象とする格闘スポーツ。拳闘（けんとう）ともいう。ボクシングに似た競技はフランスのサバット（ボックス・フランセーズ）のほか、タイのムエタイおよびムエタイをベースにした日本のキックボクシングやシュートボクシング等があり、それらと区別するための俗称として国際式ボクシングと呼ばれることもある。オリンピックの歴史においても古くから正式種目であったことでも知られる。

## 歴史

### 古代でのボクシング

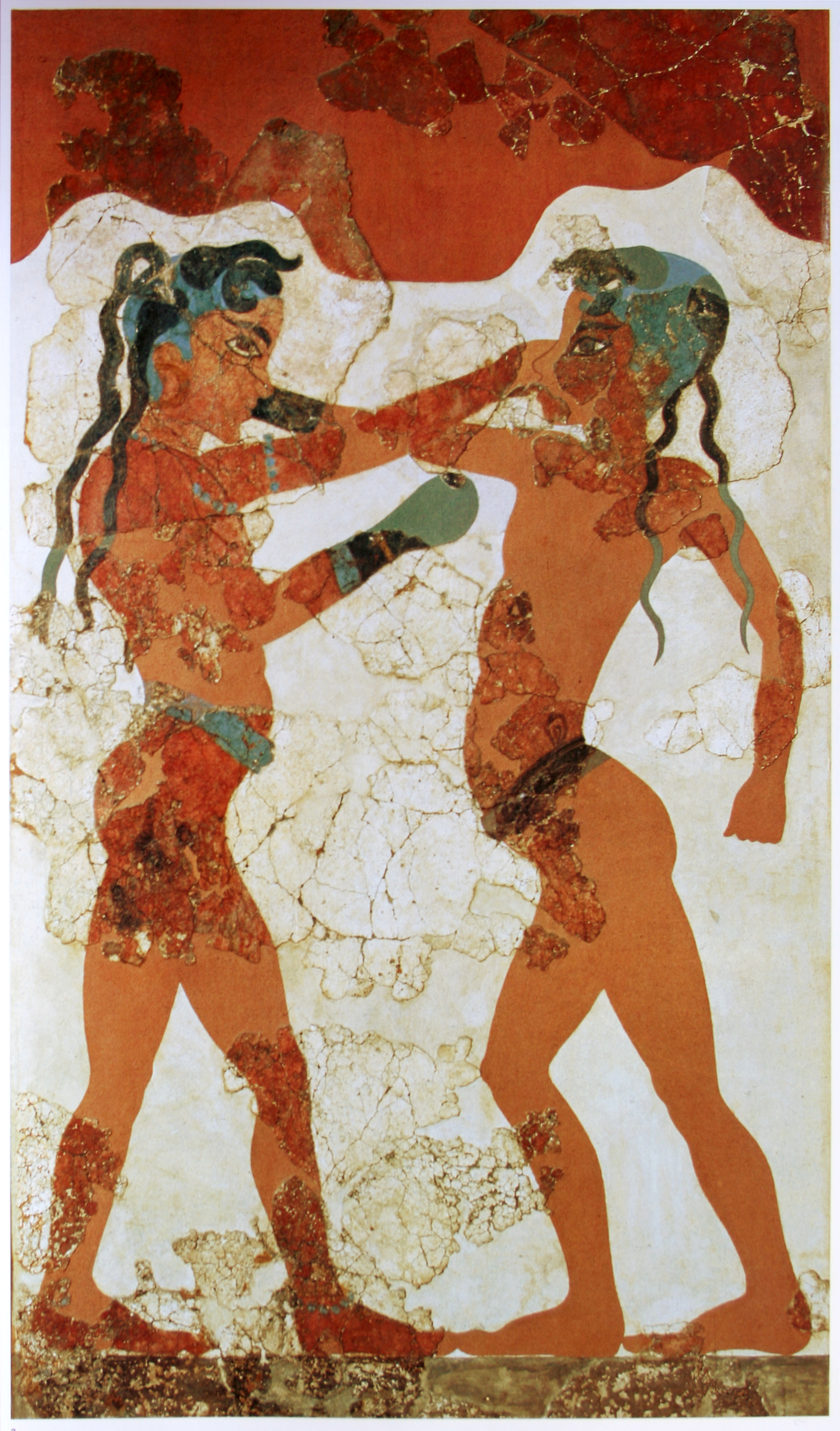
サントリーニ島で発見された少年がボクシングをしているフレスコ画

紀元前4000年ごろの古代エジプトの象形文字から軍隊で行われていたと判読されており、クレタ島の紀元前3000年ごろのエーゲ文明の遺跡からもボクシングの図が書かれた壺が発見されている。
古代ギリシア語では握りしめた拳を「PUGME」といい、それからPUXOS（箱）となった。紀元前4年頃には初めは脂肪をつけた皮革を指を含めた両手に包帯として使われた。後からより固い羊皮を掌と拳と肘と手首に巻いた。この皮がグローブとして使われ、セスタスと呼ばれた。テオゲネスが有名である。2018年2月にハドリアヌスの長城付近で古代ローマのグローブが発掘された。試合は夏に、主に中庭で行われた。対戦相手が殴り倒されるか、片手で人差し指を上げて降参するかのどちらかまで試合が終わらないのがルールだった。外傷も激しかった。

### 中世でのボクシング
イタリアやイギリス、オランダなどヨーロッパではレクリエーションとして細々と行われていたようだが、剣による護身が一般的であった為定着しなかった。13世紀ごろのイタリアまたはイギリスの神父が「ボクシング」と名付け、近所の若者に教えた事が「ボクシング」の名称の始まりとする説もある。

### 近世でのボクシング
ロシアの皇帝・フョードル1世がボクシングに熱中していたという記録が残っている。
16世紀前半から刀剣の携帯の習慣が廃れた。ベアナックル・ボクシングでジェームズ・フィグが名を馳せる。フィグの後継者ジャック・ブロートン (Jack Broughton) が、自ら保持するタイトルの防衛戦の時、相手を殺してしまったために、「ボクシングを普及させるのはこのような危険は廃さねばならない」と考え、1743年に近代ボクシング初となる7章のルールブック「ブロートン・コード」(Broughton's Rule) を発表した。ルールは下半身への打撃の禁止・腰より下の抱込みの禁止・倒れた相手への攻撃禁止、ダウン後30秒以内に立てなければ負け、リング（直径25フィートの円形、硬い土の上）などである。練習とエキシビション試合の怪我防止用にマフラーの名のパッド入りグローブを開発した。
しかし、実際の試合にはグローブを用いることはなく相変わらず素手に近い形で行われ、1754年には死者が多く出てイギリスでボクシングが禁止された。ボクシングの試合はフランスやベルギーなどで行われ、貴族や富裕層の支持が根強く1790年にはイギリスでボクシングが再開された。トム・クリブ は1811年に全英チャンピオンになるが、11年挑戦者が現れず15勝無敗で仕事にならず1822年に引退する事になった。

#### ロンドン・プライズリング・ルールズの制定
1814年に元チャンピオンのジョン・ジャクソンが英国ピュジリスト保護協会を設立し、1838年に29条からなる「ロンドン・プライズリング・ルールズ」を発表した。その内容は、ベアナックルで行い、蹴り技の禁止・頭突きの禁止・目玉えぐりの禁止、ダウン者に30秒の休憩に加え所定の位置に戻るまでに8秒間の猶予を与えるなどであった。
このころのボクシングはダウンごとに1ラウンドとし50ラウンドにも及ぶ場合があり、序盤は拳や手首を痛めないように用心しながら、徐々に打ち合った。
1856年、フランスで八百長疑惑によりボクシングなどの興行がパリで全面禁止された。

#### クインズベリー・ルールの制定
1867年にロンドン・アマチュア・アスレチック・クラブのジョン・グラハム・チャンバースはルール保証人の第9代クインズベリー侯爵ジョン・ショルト・ダグラスの名を冠した、12条からなる「クインズベリー・ルール」(Marquess of Queensberry Rule) を発表した。これにより、投げ技が禁止されたほか、3分1ラウンドとしラウンド間に1分間の休憩をとるラウンド制、グローブの着用、ダウンした者が10秒以内に立ち上がれない場合はKO負けとすることなどが定められ、現在に通じるボクシングルールが確立した。定着は遅れ以前の「ロンドン・プライズリング・ルールズ」についても1889年7月にジョン・ローレンス・サリバンがジェイク・ロドリゲスと行った防衛戦まで続いた。
クインズベリー・ルールにより行われた最初の公認世界ヘビー級タイトルマッチは、1892年9月7日のジョン・L・サリバン対ジェームス・J・コーベット戦である。
現在のように世界タイトルマッチのラウンド数の規定はなく、プロモーターや現地のコミッション的組織、対戦選手陣営同士の合意などで初期はその都度変わっており、初期の名選手で黒人初のヘビー級チャンピオンのジャック・ジョンソンの1915年4月5日の防衛戦では全45ラウンド制（※結果は挑戦者の26回KO）だった一方、その2回前の1913年12月19日の防衛戦では、全10ラウンド制（※結果は10ラウンドPTSドロー）でバラバラであったが、自身の防衛戦を全て全10ラウンド制で行ったジーン・タニーの引退後の1930年6月12日に行われた空位の世界ヘビー決定戦以降は、世界タイトルマッチは一部の例外を除きほぼ全15ラウンド制で行われるようになったため、1930年代の半ば前には慣例として『世界タイトルマッチ15回戦制』が事実上成立した。しかし1982年11月13日以降の数年にわたって一連のリング禍事件が発生したことを受けて、世界戦をはじめ主要なビッグマッチにおいても最大12ラウンドまでに短縮される動きが広まり、現在に至っている。
ボクシングの試合・スパーリングを挑んだり、実際に対戦しても「スポーツや格闘技である以上」は、それが違法性阻却事由となり決闘罪は成立し得ない。（「決闘罪ニ関スル件」を参照）

### 関連書籍
- 『ボクシングはなぜ合法化されたのか―英国スポーツの近代史』松井良明 平凡社 2007年 ISBN 978-4-582-83354-6

## 試合形式

### アマチュア

2021年東京五輪におけるアマチュア・ボクシング

アマチュアボクシングでは、シニア（18歳以上）では1ラウンドを3分間、ジュニア（高校生）では1ラウンドを2分とし、ラウンド間に1分のインターバルをおく。
ラウンド数は、日本国内では3ラウンドでおこなわれる形式が一般的であるが、国際試合では1990年代後半から2000年代前半にかけて、1ラウンドを2分間に短縮して5ラウンド制または4ラウンド制で行われるなどした。日本国内でも、全日本選手権とそのブロック予選では2分4ラウンド形式で試合がおこなわれた時期がある。しかし、国際アマチュアボクシング連盟では2009年1月より3分3ラウンド制に統一され、これに従って国内でも3分3ラウンド制に統一された。

### プロ
男子のラウンドは3分間で、各ラウンドの間に1分間のインターバルが入る。公式戦のラウンド数は、4、6、8、10、12の5種類があり、例えば4ラウンドの試合は4回戦と呼ぶ。選手の技量と戦績に応じて6回戦、8回戦、10回戦と上がっていき、日本タイトルマッチは10回戦、 世界タイトルマッチ（WBA、WBC、IBF、WBO）などは12回戦で行われる。
一方、新しく公認となった女子ボクシングは、1ラウンド2分、インターバル1分で、公式戦のラウンド数は、4、6、8、10の4種類、日本タイトルマッチは8回戦、世界タイトルマッチは10回戦となっている。
リングは正方形で、原則として1辺(ロープの内側)が18フィート(5.47メートル）以上24フィート（7.31メートル）以内とされている。

## 選手の服装

### アマチュア
アマチュアボクシングでは、選手はトランクス、ランニングシャツ（女子はTシャツまたはノースリーブシャツ）、シューズ、グローブを着用する。男性シニアの場合、ヘッドギアの着用は2013年より禁止されており、プロボクシング同様、選手は頭部を露出した状態で試合を行う。グローブの重さはシニア（18歳以上）の選手は全階級を通じて10オンス、ジュニア（高校生）はライトウェルター級までの選手は10オンス、ウェルター級以上の選手は12オンスである。負傷防止のためマウスピースとファウルカップを着用する。

### プロ
男子のプロボクサーは原則的に上半身裸で対戦し、ランニングシャツの着用は認められていない。

## 階級
近代ボクシングが発祥したイギリスはヤード・ポンド法を用いることからボクシングの階級もポンドによるため、キログラムでは中途半端な数字だが、アマチュアの階級はキログラムを単位として区分されている。
本体級よりやや軽い級に「ライト」、やや重い級に「スーパー」が添えられて呼ばれるものもある。

### アマチュア
国際ボクシング連盟が定める階級は以下の通り（AIBA Technical and Competition rules(PDF)）。なお、エリート部門は2010年より改められ、男子はフェザー級が廃止され、それより下の3階級の上限が変更、男女とも10階級となった。
　年齢：Elite（19歳以上40歳以下）
　　　　Youth（17歳および18歳）
　　　　Junior（15歳および16歳）
　体重：
| 階級名称           | 男子Elite Youth | 女子Elite Youth | 男女Junior      |
| ------------------ | --------------- | --------------- | --------------- |
| スーパーヘビー級   | 91kg超          | ---             | ---             |
| ヘビー級           | 81kg超 91kgまで | 81kg超          | 80kg超          |
| ライトヘビー級     | 75kg超 81kgまで | 75kg超 81kgまで | 75kg超 80kgまで |
| ミドル級           | 69kg超 75kgまで | 69kg超 75kgまで | 70kg超 75kgまで |
| ライトミドル級     | ---             | ---             | 66kg超 70kgまで |
| ウェルター級       | 64kg超 69kgまで | 64kg超 69kgまで | 63kg超 66kgまで |
| ライトウェルター級 | 60kg超 64kgまで | 60kg超 64kgまで | 60kg超 63kgまで |
| ライト級           | 56kg超 60kgまで | 57kg超 60kgまで | 57kg超 60kgまで |
| フェザー級         | ---             | 54kg超 57kgまで | 54kg超 57kgまで |
| バンタム級         | 52kg超 56kgまで | 51kg超 54kgまで | 52kg超 54kgまで |
| ライトバンタム級   | ---             | ---             | 50kg超 52kgまで |
| フライ級           | 49kg超 52kgまで | 48kg超 51kgまで | 48kg超 50kgまで |
| ライトフライ級     | 49kgまで        | 48kgまで        | 46kgまで        |

- （参考）国内大会での階級

| 階級名称           | 体重（男子）    | 体重（女子）    | 備考                   |
| ------------------ | --------------- | --------------- | ---------------------- |
| スーパーヘビー級   | 91kg超          | （設定なし）    |                        |
| ヘビー級           | 81kg超 91kgまで | 80kg超 86kgまで |                        |
| ライトヘビー級     | 75kg超 81kgまで | 75kg超 80kgまで |                        |
| ミドル級           | 69kg超 75kgまで | 70kg超 75kgまで |                        |
| ライトミドル級     | （設定なし）    | 66kg超 70kgまで |                        |
| ウェルター級       | 64kg超 69kgまで | 64kg超 66kgまで |                        |
| ライトウェルター級 | 60kg超 64kgまで | 60kg超 63kgまで |                        |
| ライト級           | 57kg超 60kgまで | 57kg超 60kgまで |                        |
| フェザー級         | （設定なし）    | 54kg超 57kgまで |                        |
| バンタム級         | 52kg超 56kgまで | 52kg超 54kgまで |                        |
| フライ級           | 49kg超 52kgまで | 49kg超 52kgまで |                        |
| ライトフライ級     | 46kg超 49kgまで | 46kg超 49kgまで |                        |
| ピン級             | 42kg超 46kgまで | 42kg超 46kgまで | ジュニア（高校生）のみ |

### プロ
プロボクシングにおける階級は、以下の通り。以前は、日本ボクシングコミッションでは「ジュニア○○○級」の呼称を採用していたが、1998年5月1日に世界ボクシング協会（WBA）と世界ボクシング評議会（WBC）とでルールが統合され、両団体で異なっていた呼称も「スーパー○○○級」に一本化されたため、同時に日本ボクシングコミッションでも「スーパー○○○級」に呼称が変更された。それにより、ジュニアミドル級はスーパーウェルター級へ、ジュニアウェルター級はスーパーライト級へ、ジュニアライト級はスーパーフェザー級へ、ジュニアフライ級はライトフライ級へ変更された。
WBAやWBC以外の団体ではジュニアの名称は今でも使われており、団体によって名称に差異はあれど同じウエイトである。男子は全17階級。女子は団体によって異なり、ミニフライ級（ミニマム級）の下にアトム級（ライトミニマム級）が設けられたり、スーパーミドル級より上の階級が一部または全部抜けていることもある。
| 階級名称                                                 | 体重 （キログラム/kg） | 体重 （ポンド/lb） | 備考                 |
| -------------------------------------------------------- | ---------------------- | ------------------ | -------------------- |
| ヘビー級                                                 | 90.719kg超             | 200lb超            |                      |
| ブリッジャー級/スーパークルーザー級                      | 101.604kg以下          | 224lb以下          | WBC男子とWBA男子のみ |
| クルーザー級/ジュニアヘビー級                            | 90.719kg以下           | 200lb以下          | 女子はWBOのみ        |
| ライトヘビー級                                           | 79.379kg以下           | 175lb以下          | WBC女子はなし        |
| スーパーミドル級                                         | 76.204kg以下           | 168lb以下          |                      |
| ミドル級                                                 | 72.575kg以下           | 160lb以下          |                      |
| スーパーウェルター級/ジュニアミドル級/ライトミドル級     | 69.853kg以下           | 154lb以下          |                      |
| ウェルター級                                             | 66.678kg以下           | 147lb以下          |                      |
| スーパーライト級/ジュニアウェルター級/ライトウェルター級 | 63.503kg以下           | 140lb以下          |                      |
| ライト級                                                 | 61.235kg以下           | 135lb以下          |                      |
| スーパーフェザー級/ジュニアライト級                      | 58.967kg以下           | 130lb以下          |                      |
| フェザー級                                               | 57.153kg以下           | 126lb以下          |                      |
| スーパーバンタム級/ジュニアフェザー級/ライトフェザー級   | 55.338kg以下           | 122lb以下          |                      |
| バンタム級                                               | 53.524kg以下           | 118lb以下          |                      |
| スーパーフライ級/ジュニアバンタム級/ライトバンタム級     | 52.163kg以下           | 115lb以下          |                      |
| フライ級                                                 | 50.802kg以下           | 112lb以下          |                      |
| ライトフライ級/ジュニアフライ級                          | 48.988kg以下           | 108lb以下          |                      |
| ミニマム級/ストロー級/ミニフライ級                       | 47.627kg以下           | 105lb以下          |                      |
| アトム級/ライトミニマム級/ミニマム級/ストロー級/ミニ級   | 46.266kg以下           | 102lb以下          | 女子のみ             |

## 勝敗

### アマチュア
日本ボクシング連盟が定めるアマチュアボクシングの勝敗の決し方は以下の通り。
- KO (KnockOut)：競技者がダウン後10 秒以内に競技ができない場合、あるいはレフリーがダウンした選手に異常を感じカウントを省略してリングドクターを呼び入れた場合。ダブルノックアウトの場合は「両者KO負け」となるが、トーナメントの決勝戦の場合はそれまでの採点結果で判定する。
- RSC (RefereeStopContest)：プロボクシングのTKOに相当する。片方の競技者に決定的な差がついている場合や劣勢な競技者が過度な打撃を受けていると レフリーが判断した場合や、ダウン後に競技を続けられないとレフリーが判断した場合、競技中の負傷でリングドクターからの試合中止勧告が出された場合などが該当する。RSCのバリエーションとして、競技中の偶発的な負傷によって競技続行不可能と判断される場合に採用されるRSC－Ｉ (I=injury) がある。
- 棄権 (ABanDon)：競技者が負傷等により自発的に棄権した場合や、セカンドがリング内にタオルを投げ入れるかエプロンに上がり棄権を申し出た場合。また、コンタクトレンズ装着者が試合中にレンズを失い試合続行不可能となった場合もこの裁定となる。
- 失格 (DiSQualified)：重大な反則や、意図的な反則によって対戦相手を試合続行不可能に追い込んだ場合。また、１試合で３回の警告（＝減点）を受けた場合も自動的に失格となる。「両者失格負け」の判定が下される場合があり、トーナメントの決勝戦で両者失格となった場合は優勝者・準優勝者のメダルが授与されなくなる。
- 判定 (WP)：ラウンドごとの各ジャッジが与えた得点により勝者を決定する（採点基準は後述）。競技者の片方あるいは両方が故意でないファウルで負傷があり競技がストップした場合、１ラウンド終了後に不慮のアクシデントにより試合続行が不可能になった場合は、それまでの採点結果により勝敗が決せられる。
- 不戦勝 (WalkOver)：一方の競技者がリング内に登場して相手競技者がアナウンス後、1分経ってもリング内に現れない場合は不戦勝となる。また、事前の計量や事前検診で対戦相手が失格した場合も同様に扱う。
- 特別な再試合：１ラウンド終了前に不慮のアクシデントにより試合続行が不可能になった場合は、レフリーの判断で試合を一旦中止し、可能な限り当日中に再試合を行う。

### プロ
勝敗の決し方は、以下の通り。
- KO (KnockOut)：正当な攻撃によってダウンした後、10カウント以内に立ち上がれなかった場合（この際の「立ち上がる」とは、ただ立つだけでなくレフェリーに試合続行できると判断されることを指す）。スリー・ノックダウン制が採用された試合においては、同一ラウンドで３回目のダウンを喫した場合もこれに準じる。両選手が相打ちの形で同時にダウンした場合（ダブルノックダウン）は、片方の選手が10カウント以内に立ち上がれば立った選手のKO勝ちとなり、両者とも立ち上がれなかった場合は引き分けとなる（ダブルノックアウト）。
- TKO (Technical KnockOut)：一方的な試合展開となって勝敗の帰趨が明白となった場合。片方の選手が一方的にパンチを打ち込まれ、ダウンはしていないものの試合続行不可能な状態になったとレフェリーが認めたケースなどが該当する。
- レフェリーストップ：パンチを受けて発生した負傷や目の腫れ、逆に攻撃した際に発生した拳の骨折や肩の脱臼、あるいはダウン・スリップダウンの際に発生した足の負傷など、反則によらない試合中の事象がもとで「これ以上試合を続行させると危険である」とレフェリーが判断した場合。記録上はTKO。
- ギブアップ：選手本人、もしくはセコンドがこれ以上試合を続けることができないと判断した場合。日本においては、試合中の意思表示はセコンドがタオルをリングに投げ込むことで行うため、「タオルを投げる」は負けを認めることの喩えにも用いられる。記録上はTKO。
- 失格：「故意にパンチ以外の手段で攻撃し負傷させる」、「ラウンド終了のゴングやレフェリーの制止を振り切って攻撃を続け、無抵抗状態の対戦相手をノックアウトしてしまう」等の重大な反則を犯した場合や、もしくは反則による減点を繰り返し受けても態度が改まらないとレフェリーが認めた場合。
- 判定：最終ラウンドが終わっても勝負が決しなかった場合、３人の審判（レフェリー・ジャッジ）がラウンド毎に行った採点に基づき試合結果を決定する（採点方法の詳細については後述）
- 負傷判定：試合の中で偶然・不可抗力で生じたバッティング等の反則事象により選手が負傷し、レフェリーが試合続行不可能と判断した場合、規定のラウンドに達していればそれまでの採点で勝敗を決する。規定のラウンド終了以前に試合が止められた場合は、それまでの優勢・劣勢や採点結果に関わらず「負傷引き分け」となる。
- リングアウト：試合中のアクシデントによりリングから転落した選手が20カウント以内にリングに戻れなかった場合。日本の公式試合で発生することは極めて稀であるが、海外では重量級の試合で体格の大きい選手が勢い余ってロープを乗り越えてしまうケースが見受けられる。
- ノーコンテスト（無効試合）：試合が続行不可能となる重大なアクシデントが発生した場合や、一旦試合結果が確定した後に勝敗の判定や試合運営上の重大なミスがあったとコミッションが認めた場合。日本においては「タイムキーパーの計測ミスにより規定より１分早くラウンドを終了させてしまったことが試合後のVTR検証で発覚した」などの事例がある。

## 採点方法

### アマチュア
アマチュアボクシングの採点方式は時代とともに大きく変遷している。以前は20点満点・減点方式によるペーパー採点や、ジャッジが有効打と認めたパンチを手元のボタンでカウントし、それをコンピューターで集計して「３人以上のジャッジが同時に有効打と認めたパンチ」の合計数を競う採点方式が採られていたが、2013年にAIBA（国際ボクシング協会）が競技規則の抜本的改革を行った中で採点方式も大きく改められた。
※以下の採点基準は、日本ボクシング連盟が2021年現在公表しているものに従う。
現在の採点方式はプロ同様の10ポイント・マストシステムによる10点満点の減点方式で、また限定的に10-10の採点が容認されているプロとは異なり、必ずラウンドごとに優劣をつける「ラウンド・マスト」で採点を行う。優劣の接近したラウンドは10対９、有効打数やカウント（プロにおけるダウン及びスタンディングダウン）の回数で優劣がはっきりしているラウンドは10対８、有効打数やカウント数など全ての要素において差がついているラウンドは10対７となる。各ラウンドの点数を合計し、減点がある場合はその分を差し引いて判定する。ジャッジは5人制で（規模の小さい大会などでは３人制の場合もある）、各ジャッジの合計点による多数決で勝敗をつける。その際、合計点が同点であったジャッジは、最終ラウンドの採点に併せ試合全体を通じてどちらの選手が優勢であったか明記する義務があるため、プロとは異なり「ドロー（引分）」の裁定は存在しない。なお、ラウンドごとの優劣を判断する基準は以下のように定められている。
　１．ターゲットエリアへの質の高い打撃の数 （「ナックルパートで重みを伴う有効打」の数と質で総合的に上回ったかどうか）
　２．技術や戦術の優勢を伴って競技を支配していること（戦術的に攻撃と防御を効果的に組み合わせているかどうか）
　３．積極性（競技中継続して勝利を目指す姿勢が見られるかどうか）
ノックダウンの有無が採点に大きく関わるプロとは異なり、形勢に大差がつけばカウントが無くても10-8となったり、逆にカウントに追い込まれてもクリーンヒット数やダメージの蓄積度が接近していれば10-9に留まる可能性が充分考えられる。

### プロ
10点満点の減点方式。JBCルールによると、互角の場合は10対10、一方が勝る場合は10対9、1度のダウンやそれに近い状態のときは10対8、2度のダウンの場合、あるいは3度のダウンがあったがダメージがそれほど深刻ではない場合は10対7、3度のダウンがあった場合や2度のダウンでも10対7相当よりも一方が圧倒的に優勢であるときは10対6となり、10対5以上の大差と認められた場合はTKOとなる。（旧JBCルールではそれ以上に差が開いた場合や3度目のダウンが起こった際は、レフェリーが試合を止めるため10対6の採点は無かったが、2016年よりフリーノックダウン制となったため基準が変更された）。
現在世界的に採用されている「10ポイント・マスト・システム」は、「必ず片方の選手に満点の10点をつけること」を定めたもので、必ずしも「10対10」の採点を認めないことではない。たとえば、双方の選手に1度ずつダウンがあっても「8対8」にはならず、ダウン以外の要素を総合的に判断して「10対X」の採点を行う、という意味である。反則減点は合計点から引く扱いになるため、減点された選手が反則があったラウンドで10点を獲得することも有り得る（新聞や専門誌等の採点表では「10（-1）対９」などと表記される）。なお、近年の世界タイトルマッチでは極力「10対10」を採らない採点方法が主流となっており、これの弊害として微差のラウンドを制して得た1点差と明確な優勢によって得た1点差の価値が同等になる点が指摘されており、かつて存在したPABA（パンアジアボクシング協会）では弊害緩和のために「ハーフポイント」と呼ばれる0.5ポイント刻み（10対9.5など）の判定を行っていた。
主な採点基準として次の4項目がある。
1. どちらが有効打でダメージを与えたか。（クリーンヒット）
2. どちらがより攻撃的だったか。（アグレッシブ）
3. どちらがより相手の攻撃を防いだか。（ディフェンス）
4. どちらの試合態度が堂々とし、戦術に長け、主導権を握ったか（リング・ジェネラルシップ）。

各要素の優先順位は概ね「クリーンヒット>アグレッシブ>ディフェンス>リング・ジェネラルシップ」であるとされるが、例えば「片方の選手が軽いパンチの『クリーンヒット』を数多く重ねたが、もう片方は大半の時間で『アグレッシブ』に攻め、『リング・ジェネラルシップ』を握った」場合など、容易に形勢判断がつかない際は、どちらの選手を優位とするかはジャッジの主観に委ねられることとなり、これが採点結果が割れる理由になる。
採点は3人のジャッジがそれぞれラウンドごとに行い、2人以上のジャッジが支持した選手を勝者とする。ジャッジが3人とも一方の選手を支持した場合をユナニマス・デシジョン（Unanimous Decision, UD）、2人が支持し、もう1人が引き分けであった場合をマジョリティ・デシジョン（Majority Decision, MD）、1人のジャッジがもう一方の選手を支持した場合をスプリット・デシジョン（Split Decision, SD）と呼ぶ。トーナメントなどで引き分けとなった場合は、引き分けをつけたジャッジが最終判断を下して決着を付けることになるが、大会によっては延長戦を行う場合もある。

## 反則
試合中に以下の行為を行った場合、反則となり、レフェリーに注意を受ける。注意が重なった場合、プロボクシングでは減点対象となり、悪質な場合は失格負けとなる。
- バッティング。頭、肘などで攻撃する。
- ホールディング（ホールド）。腕やグローブで相手の身体や腕を押さえつける。
- ローブロー。相手のベルトラインより下を攻撃する。いわゆる金的もこれに該当する。
- オープンブロー。グローブのナックル・パート以外の部分で攻撃する。
- チョップブロー。空手チョップのように攻撃する。
- ラビットパンチ。相手の後頭部を攻撃する。
- キドニーブロー。腎臓を攻撃する。背中側への攻撃は全面的に禁止。
- 投げ技、タックルなどのレスリング行為。
- レフェリーがブレイクを命じた後、「ボックス」と試合再開を促す前に攻撃する。
- ラウンド終了のゴングが鳴った後に攻撃する。
- サミング。グローブの親指で相手の目を突く攻撃。

なお、アマチュアボクシングでは、プロボクシングよりも反則規定が厳格である。国際ボクシング協会（AIBA）のルールブックに示される反則行為は以下の17項目である。
- ベルトラインより下を打つこと、ホールディング（ホールド）行為、足を引っかけること、蹴ること。
- 頭・肩・前腕・肘で打つこと、対戦相手を絞める行為、腕や肘で対戦相手の顔を圧迫すること、対戦相手の頭をロープの外側に押すこと。
- オープンブロー（握らない状態で打つこと）・インサイドブロー（グローブの内側で打つこと）、手首やグローブの側面で打つこと。
- 対戦相手の背面を打つこと。特に対戦相手の首・頭の後部への打撃、キドニーブロー。
- ピボットブロー（旋回式裏拳打ち）。一回転して打つこと。
- ロープを握った状態で攻撃すること。その他ロープを利用したあらゆるアンフェアな行為。
- 寝ころぶこと、クリンチからのレスリング行為や投げ技。
- ダウンした、あるいはダウンから立ち上がろうとする相手を攻撃すること。
- ホールディング。ホールディングのまま打つこと、対戦相手を引っ張りながら打つこと。対戦相手の腕や頭を抱え込むこと、または対戦相手の腕を下に押さえつけること。
- 危険な状態で対戦相手のベルトラインより低いダッキングを行うこと。
- 故意に反則をし、逃げ回るなどして攻撃を避けようとし、完全に受け身の防御を行うこと。
- 不適切な攻撃的姿勢をみせること。
- レフェリーがブレイクを命じたときに、きちんと後退しないこと。
- レフェリーがブレイクを命じ、後退した後、間髪入れずに打撃を試みようとすること。
- レフェリーに対して攻撃的な態度をとること。
- マウスピースを故意に吐き出す行為。
- 対戦相手の視界を妨げるように腕を伸ばし続けること。

## タイトル
プロ・アマ関係なく、基本的にボクサーはこれを獲得するために試合に臨む。十分な地位や名誉を得たプロボクサーで、自身のプライドや金銭的な理由から、保持するタイトルを返上してもほかの強豪選手との試合を優先する者もいる。

### アマチュア
アマチュアボクシングでは、地区・国内・国際・世界・オリンピックの順に価値が上昇する。年齢ごとにジュニア・カデット・シニアのカテゴリーに分けられる。アマはプロと違いトーナメント制を採用しているため一度も敗北が許されず、プロよりも王座の獲得は難しいといわれる。プロ選手のアマチュア大会の参加は現在も認められていない。
| 国際ボクシング協会（AIBA） - AIBA世界ボクシング選手権 - AIBA世界女子ボクシング選手権 - AIBAワールドカップ - AIBAプレジデントカップ国際トーナメント - AIBA世界ユース選手権 - AIBA世界ジュニア選手権 | 日本ボクシング連盟（JABF） - 全日本ボクシング選手権大会 - 全日本社会人ボクシング選手権大会 - 全日本実業団ボクシング選手権大会 - 全日本大学ボクシング王座決定戦 - 全国高等学校ボクシング選手権大会 - 全国高等学校ボクシング選抜大会 - 全日本女子ボクシング選手権大会 |

### プロ
プロボクシングでは、タイトルの価値は、地区（ローカル）・国内（ナショナル）・地域・国際（インターナショナル）もしくは大陸間（インターコンチネンタル）・世界・統一もしくはスーパー王座の順に価値が上昇し、団体によってはユース王座・ジュニア王座が設けられている。日本では日本ボクシングコミッション（JBC）が日本王座を認定し、知名度は低いが日本の地区タイトルも存在する。国内王座より上位に位置する地域王座は地域連盟や世界団体の下部組織が認定し、国際（インターナショナル）王座や大陸間王座（インターコンチネンタル）、世界王座やスーパー王座等は世界団体が直接認定している。
プロボクシングで4大団体と称される主要な世界タイトル認定団体を以下に挙げる。WBAやWBC含むその他の団体はサッカーのFIFAのような組織ではなく王座の認定組織で、“団体aのあり方・運営のされ方に不満を持った人達が、団体bと、bが認定する別の世界タイトルを立ち上げ”て分派した団体もあるため、プロボクシングを統括しているわけではない。
- 世界ボクシング協会（WBA）（NBAこと全米ボクシング協会より改称）
- 世界ボクシング評議会（WBC）
- 国際ボクシング連盟（IBF）
- 世界ボクシング機構（WBO）

次に、プロボクシングにおけるその他の世界タイトル認定団体を以下に挙げる。歴史が浅いこれらのタイトルは4大団体のものよりも価値は低いと見なされ、獲得しても世界王座とは認識されないことが多い。
- 世界ボクシング基金（WBF）（世界ボクシング連盟より改称。マイナー団体としては歴史が長い）
- 世界ボクシング連合（WBU）
- 国際ボクシング協会（IBA）
- 国際ボクシング連合（IBU）
- 国際ボクシング機構（IBO）
- 国際ボクシング評議会（IBC）
- 世界プロボクシング連盟（WPBF）
- 世界ボクシングエンパイア（WBE、2007年を以ってWPBFに統合された）
- グローバルボクシング連合（GBU）
- 女子国際ボクシング協会（WIBA）
- 女子国際ボクシング連盟（IWBF、女子最古の団体）
- 国際女子ボクサー協会（IFBA）

以下に挙げるプロボクシングにおける国際王座や大陸間王座は、世界団体が直接統括している。王座としての価値は世界王座よりも低く、世界王座挑戦前の試金石や箔付けのために利用される。JBCはこれらについて認めていない。
- WBA
  - インターナショナル王座
  - インターコンチネンタル王座
- WBC
  - インターナショナル王座
  - インターコンチネンタル王座
- IBF
  - インターナショナル王座
  - インターコンチネンタル王座
- WBO
  - インターナショナル王座
  - インターコンチネンタル王座

プロボクシングにおける地域王座は、世界団体とは独立した組織である地域団体、世界団体の下部組織、もしくは世界団体が直接認定している。JBCはWBC傘下のOPBF王座とWBOアジアパシフィック王座しか認めていない。
- 世界団体
  - WBA
    - パンアフリカン王座
    - フェデボル王座
    - フェデセントロ王座
    - フェデラテン王座
    - フェデカリブ王座

  - WBC
    - アメリカ大陸王座
    - バルチック王座
    - ムンドヒスパノ王座
    - ラテンアメリカ王座

  - IBF
    - 東西ヨーロッパ王座
    - アフリカ大陸王座
    - 地中海王座
    - ラテンアメリカ王座
    - パンパシフィック王座

  - WBO
    - アジアパシフィック王座
    - ラテンアメリカ王座
    - オリエンタル王座
    - アフリカ王座
    - ヨーロピアン王座
- 地域団体
  - パンアジアボクシング協会（PABA・消滅）
  - ヨーロッパボクシング協会（EBA、事実上のWBAインターナショナル王座）
  - 東洋太平洋ボクシング連盟（OPBF）
  - アジアボクシング評議会（ABCO）
  - 中央アメリカボクシング連盟（FECARBOX）
  - 南米ボクシング連盟（FESUBOX）
  - アフリカンボクシング連合（ABU）
  - ヨーロッパボクシング連合（EBU）
  - カリブボクシング連盟（CABOFE）
- 世界団体の下部組織
  - WBA
    - 北米ボクシング協会（NABA）

  - WBC
    - 北米ボクシング連盟（NABF）

  - IBF
    - 全米ボクシング協会（USBA）

  - WBO
    - 北米ボクシング機構（NABO）
- 日本国内タイトル
  - 日本ボクシングコミッション（JBC）
- その他
  - ジュニア王座
  - ユース王座
  - 暫定王座・シルバー王座
  - 正規王座
  - スーパー王座
  - タイ王国ボクシングコミッション（TBC）
  - メキシコ連邦区ボクシング・レスリング協会（CBLL）、FECOMBOX

## テレビ中継番組
ボクシング中継も参照。
- ダイナミックグローブ（日本テレビ）
  - ワールドプレミアムボクシング
- ガッツファイティング（TBS）
- ダイヤモンドグローブ（フジテレビ）
- エキサイトボクシング（テレビ朝日）
- ヒートアップボクシング（テレビ東京）
- SOUL FIGHTING（CBC）
- ドラマチックボクシング（ytv）
- BEST GLOVE（福岡放送）
- WOWOWエキサイトマッチ
※サンテレビジョンで2004年に「めざせ!チャンプ」が放送された。

## ボクシングをテーマにした作品

### 映画
- ノックアウト（1914年）、出演: ロスコー・アーバックル、チャーリー・チャップリン[12][13]
- チャップリンの拳闘（1915年）、出演: チャーリー・チャップリン[14][15]
- 鉄腕（1926年）、出演: 荻野貞行[16] *日本初のボクシング映画
- 拳闘屋キートン（英語版）（キートンのラストラウンド）（1926年）、出演: バスター・キートン[17][18][19]
- チャンプ（英語版）（1931年）、出演: ウォーレス・ビアリー、ジャッキー・クーパー[20][21][22]
- ロイドの牛乳屋（英語版）（1936年）、出演: ハロルド・ロイド[23]
- 鉄腕ジム（1942年）、出演: エロール・フリン
- ボディ・アンド・ソウル（1947年）、出演: ジョン・ガーフィールド
- チャンピオン（1949年）、出演: カーク・ダグラス
- 罠（1949年）、出演: ロバート・ライアン
- 殴られる男（1956年）、出演: ハンフリー・ボガート
- 勝利者（1957年）、出演: 石原裕次郎、三橋達也、北原三枝
- 銀座の若大将（1962年）、出演: 加山雄三、星由里子、田中邦衛
- 貴様と俺（1966年）、出演: 田宮二郎、成田三樹夫
- あしたのジョー（1970年版）、主演: 石橋正次、辰巳柳太郎、亀石征一郎
  - あしたのジョー（2011年版）、出演：山下智久、香川照之、伊勢谷友介
- 時の崖（1971年）、出演：井川比佐志
- ゴングなき戦い（1972年）、出演: ジェフ・ブリッジス
- 「ロッキー」シリーズ（1976年 - 2006年）、出演: シルヴェスター・スタローン、タリア・シャイア
  - クリード（2015年）、出演: マイケル・B・ジョーダン、シルヴェスター・スタローン
- ボクサー　(1977年)　、出演　菅原文太、清水健太郎、具志堅用高
- チャンプ（1979年）、出演: ジョン・ヴォイト、リッキー・シュローダー
- レイジング・ブル（1982年）、出演: ロバート・デ・ニーロ
- ウェルター（1987年）、出演：福田健吾
- 生きるために（1989年）、出演：ウィレム・デフォー
- どついたるねん（1989年）、出演：赤井英和、相楽晴子、大和田正春、輪島功一
- カンバック（1990年）、出演：ガッツ石松
- 鉄拳（1990年）、出演：菅原文太、大和武士[24]
- ファイティング・キッズ（1992年）、出演：ジェームズ・マーシャル、キューバ・グッディング・ジュニア
- パワー・オブ・ワン（1992年）、出演：スティーヴン・ドーフ、モーガン・フリーマン
- Knockout Workout（1993年）、出演: ステファニー・スチール
- キッズ・リターン（1996年）、出演：金子賢、安藤政信
- ボクサー（1997年）、出演: ダニエル・デイ＝ルイス
- ザ・ハリケーン（1999年）、出演: デンゼル・ワシントン
- ファイト・クラブ（1999年）、出演: ブラッド・ピット、エドワード・ノートン
- ガールファイト（2000年）、出演: ミシェル・ロドリゲス
- The Opponent（2000年）、出演: エリカ・エレニアク
- Knockout（2000年）、出演: ソフィア・アデーラ・ヘルナンデス
- ALI アリ（2001年）、出演: ウィル・スミス
- デッド・ロック（2001年）、出演: ウェズリー・スナイプス
- えびボクサー（2002年）、出演: ケヴィン・マクナリー、ペリー・フィッツパトリック、ルイーズ・マーデンボロー
- ミリオンダラー・ベイビー（2004年）、出演: クリント・イーストウッド、ヒラリー・スワンク
- シンデレラマン（2005年）、出演: ラッセル・クロウ
- カシム・ザ・ドリーム 〜チャンピオンになった少年兵〜（英語版）（2008年）、出演: カシム・オウマ
- ザ・ファイター（2010年）、出演: マーク・ウォールバーグ、クリスチャン・ベール
- タナトス(2011年)、出演：徳山秀典、平愛梨、斉藤一平
- リベンジ・マッチ (2013年）、出演: ロバート・デ・ニーロ、シルヴェスター・スタローン
- アンダードッグ（2020年）、出演: 森山未來、北村匠海、勝地涼
- BLUE/ブルー（2021年）、出演: 松山ケンイチ、木村文乃、柄本時生、東出昌大
- 生きててよかった（2022年）、出演：木幡竜、鎌滝恵利[25]
- ケイコ 目を澄ませて（2022年）、出演：岸井ゆきの、三浦誠己
- 春に散る（2023年）、出演：横浜流星、佐藤浩市、山口智子

### テレビドラマ
- 白い地平線（1975年）、出演: 田宮二郎、小川真由美
- 殴る女（1998年）、出演：和久井映見、吹越満
- 1ポンドの福音（2008年）、出演：亀梨和也、黒木メイサ
- 未来への10カウント（2022年）、出演:木村拓哉、満島ひかり
- あのクズを殴ってやりたいんだ（2024年）、出演:奈緒、玉森裕太

### 漫画
- 拳神 海渡勇次郎伝（小池一夫、松森正）[26]
- テンカウント（ちばてつや）[27]
- 魚屋チャンピオン（ちばてつや）[28][29][27]
- チャンプ（ちばあきお）
- CHIBI（高橋陽一）
- 彼女はデリケート!（カジワラタケシ）
- あしたのジョー（高森朝雄、ちばてつや）
- はじめの一歩（森川ジョージ）
- リングにかけろ（車田正美）
- KATSU!（あだち充）
- がんばれ元気（小山ゆう）
- B・B（石渡治）
- 太郎（細野不二彦）
- のぞみウィッチィズ（野部利雄）
- Monacoの空へ（野部利雄）
- 仮面ボクサー（島本和彦）
- 挑戦者(チャレンジャー)（島本和彦）
- ラブアンドファイヤー （平松伸二）
- 満天の星（楠本哲）
- 満腹ボクサー徳川。（日高建男）
- 拳闘暗黒伝セスタス（技来静也）
- マコトの王者 〜REAL DEAL CHAMPION〜（福井あしび）
- ろくでなしBLUES（森田まさのり）
- 天上天下唯我独尊（もりやまつる）
- 1ポンドの福音（高橋留美子）
- マーベラス （武村勇治）
- タナトス むしけらの拳（竹原慎二、落合裕介）
- BUYUDEN（満田拓也）
- 二匹のブル（瀬叩龍、岩重孝）
- リクドウ（松原利光）
- 世界はボクのもの（若杉公徳）
- ダダダ（あみだむく）
- ドカンと花火（内田拓哉）
- 花の輪デンプシー（しのはら勉）[30]
- ドリトライ（雲母坂盾）
- 豆パンチ（わちさんぺい）[31]
- KO小僧（関谷ひさし）[32]

### テレビアニメ
- あしたのジョー（1970年 - 1971年）
  - あしたのジョー2（1980年 - 1981年）
- がんばれ元気（1980年 - 1981年）
- はじめの一歩（2000年 - 2002年）
  - はじめの一歩 Champion Road（2003年）
  - はじめの一歩 New Challenger（2009年）
  - はじめの一歩 Rising（2013年 - 2014年）

### OVA
- 1ポンドの福音（1988年）[33]
- はじめの一歩 間柴vs木村 死刑執行（2003年）

### 小説
- 時の崖（安部公房）
- ふたりのジョー（梶原一騎、真樹日佐夫、木村光一）
- 一瞬の夏（沢木耕太郎）
- 春に散る（沢木耕太郎）
- BOX!（百田尚樹）

### ゲーム
- ボクサーズ・ロード
- パンチアウト!!

### プロボクシング関連

#### 4大ボクシング世界タイトル認定団体
- WBA 世界ボクシング協会（英語）
- WBC 世界ボクシング評議会（英語）
- IBF 国際ボクシング連盟（英語）
- WBO 世界ボクシング機構（英語）

#### その他のボクシング世界タイトル認定団体
- IBO 国際ボクシング機構（英語）
- WPBF 世界プロボクシング連盟（英語）
- 国際ボクシング協会（英語）
- WBU 世界ボクシング連合（英語）
- WBF 世界ボクシング基金（英語）

#### ボクシング地域タイトル認定団体
- ABCO アジアボクシング評議会（英語）
- OPBF 東洋太平洋ボクシング連盟（英語）
- NABA 北米ボクシング協会（英語）

#### ボクシング日本国内の団体
- JBC 日本ボクシングコミッション